# Mihail Talj
Mihail Nehemjevič Talj (rus. Михаил Нехемьевич Таль) (Riga, 9. studenoga 1936. - Moskva, 27. lipnja 1992.), izvorno latvijski: Mihails Tāls, bio je sovjetski latvijski šahist, velemajstor i osmi šahovski prvak svijeta. Jedan od najvećih šahista svih vremena.
Često su ga zvali i Miša te Gusar iz Rige, zbog njegova taktičkog načina igranja baziranoga na napadu.

## Životopis
Mihail Talj je zavolio šah vidjevši ga u čekaonici vlastitog oca, koji je bio liječnik.
Ozbiljno ga je počeo učiti oko desete godine.
Talja smatraju najboljim napadačem u povijesti šaha. Njegov prirodni talent omogućio mu je 1960. godine oteti titulu Mihailu Botviniku pobijedivši ga i postavši 8. prvak svijeta, sa samo 24 godine. Jedan je od rijetkih igrača koji su dobili titulu velemajstora da nisu prije bili proglašeni međunarodnim majstorom. Njemu u čast svake se godine u Moskvi igra Memorijal Mihaila Talja.

## Zanimljivosti
- Talijanski pisac Raul Montanari posvetio mu je jednu od svojih priča iz zbirke Poljubac svijetu, u kojem se manifestiraju Taljevi osjećaji tijekom vlastite karijere.
- Talj je svoju prvu partiju nakon osvajanja naslova svjetskoga prvaka odigrao protiv tada budućega predsjednika FIDE Florencia Campomanesa na Šahovskoj Olimpijadi u Leipzigu 1960.[2]
- Bobby Fischer je nakon partije s Taljom izjavio da će pamtiti njegove velike crne oči.